# ロングフォード県
ロングフォード県 (愛: Contae an Longfoirt、英: County Longford) は、アイルランド中部、レンスター地方の県。

## 概要
レンスター地方に属している。ロングフォードの町にちなんで名づけられた。ロングフォード県議会（Longford County Council）が県の地方自治体である。2016年の国勢調査によると人口は40,873人である。歴史的なゲール語圏であるアナリー（愛: Anghaile、英: Annaly）の領土を基盤としており、以前はテフィア（愛: Teathbha、英: Teffia)と呼ばれていた。

## 地理と政治的細分化
面積1,091km2、人口40,873人のロングフォードは、面積では伝統的な32の県の中で4番目に小さく、人口では2番目に小さい。また、面積と人口で最小の大きさで、レンスター地方の12県の4番目に小さい。北東にキャバン県、南東にウェストミーズ県、南西にロスコモン県、北西にリートリム県と接している。

### 町や村
- アベイララ
- アビーシュルール
- アーダ
- オーンナクリフ
- バリナマック
- バルイマホン
- バリナリー
- バリー
- ブリキーンズ
- クロオンダーラ
- コールヒル
- ドラムリッシュ
- エッジワースタウン
- グラナール
- キーナ
- キラシー
- キルロー
- レインズボロー
- レガン
- リスリアン
- ロングフォード
- モイドウ
- モイン
- ムリナラフタ
- ニュータウンカシェル
- ニュータウンフォーベス
- タフシニー

### 物理地理
ロングフォード県の大部分はシャノン川の流域にあり、リー湖は州の西部境界の大部分を形成しているが、北東部はエルネ川とガウナ湖に向かって流れている。最高地点は北西部にあり、ドラムリッシュ近くのカーン・クロンヒュー、別名ケアン・ヒルは標高279mである。ケアン・ヒルには、アイルランドのミッドランド地方向けに放送されているテレビの送信機がある。
北部の3分の1は丘陵地帯で、アイルランドの北中西部に広がるドラムリン・ベルトとエスカー・リアダの一部を形成している。南部は低地になっており、湿地帯が広がっており、放牧や耕作に適した質の高い土地となっている。シャノン川がロズコモン州との境界を示し、インニー川とタン川がウェストミーズ県との境界の大部分を形成している。ロイヤル運河はロングフォード県の南部を流れ、シャノン川のクロウンダラで終わる。

## 歴史
ロングフォード県に相当する領土は、最初の千年紀にはミーズ王国の辺境の植民地だったと思われる。5世紀から12世紀の間には、この地域はテスベ王国と呼ばれ、北部にはケアルプレ・ガブラ（Cairpre Gabra）など様々なトゥアス（Tuath、政治行政機関）が支配していた。テスバイ（ラテン語: Teffia）とは、元々は現在のロングフォード県に近いインニー川の北側の地域を指していた。
西暦1070年、テスバイはオ・クインズ（Ó Cuinns）、オ・フィアゲールズ（Ó Fearghails）その他のコンマク族（Conmaicne）に征服され、以後、ミューンティア・アナリー（Muintir Annaly）と呼ばれるようになったが、これはフィアガイル・オファレル（Fearghail O'Farrell）の曾祖父であるアンガイル（Anghaile）にちなんで名づけられたものである。さらに、ロングフォード県はしばしばアッパー・コンマクと呼ばれていたが、当時ローワー・コンマクと呼ばれていたリートリム南部と区別するためだった。
12世紀のノルマン人の侵攻の後、アナリーはミーズ県の一部としてヒュー・デ・レイシーに与えられた。イギリス人の入植地がグラナードに設立され、ノルマン・シトー会の修道院がアベイララとアベイシュルールに設立され、アウグスティニア派の修道院がアベイダーグとリー湖の岸のセインツ島に設立された。アーダ、アベイララ、アベイダーグ、アベイシュルール、リー湖のインチクレアウン島、ガウナ湖のインチモア島にある修道院跡は、キリスト教の歴史を物語っている。しかし、14世紀になるとアイルランドにおけるイギリスの影響力は衰退していった。グラナールの町は1315年にエドワード・ブルースの軍隊によって略奪され、オファレル要塞はすぐにこの地域の支配権を回復した。後にアナリーは、この名前のオファレル要塞にちなんで、ロングフォート（Longphoirt、現在のロングフォード）となった。

## 人口統計
2016年現在、ロングフォード県の人口は40,873人である。そのうち日本人は2人である。
| 国籍           | 人口  |
| -------------- | ----- |
| イギリス       | 2,524 |
| ポーランド     | 1,778 |
| リトアニア     | 496   |
| ラトビア       | 465   |
| パキスタン     | 405   |
| ナイジェリア   | 269   |
| アメリカ合衆国 | 218   |
| ルーマニア     | 109   |
| ブラジル       | 101   |
| 日本           | 2     |

## 出身者
- フランシス・イシドロ・エッジワース（1845年 – 1926年） - 哲学者・経済学者・数学者
- アルバート・レイノルズ（1932年 – 2014年） - 政治家・第9代アイルランド首相

## 主な都市
- ロングフォード